# Western Province, Zambia

Provinsens läge i Zambia.

Barotselands flagga.

Western Province ("Västra provinsen") är en av Zambias provinser med 765 088 invånare (2000) på en yta av 126 386 km². Provinshuvudstad är Mongu. Namnet "Western " användes fram till 1969 om nuvarande Copperbelt. Western kallades då Barotseland.
Western Province hörde till det förkoloniala riket Barotseland, ett namn som fortfarande används om regionen. Den största etniska gruppen är lozi.
Geografiskt domineras provinsen av Zambezifloden, som här bildar en mäktig flodslätt, Barotseflodslätten.

## Distrikten

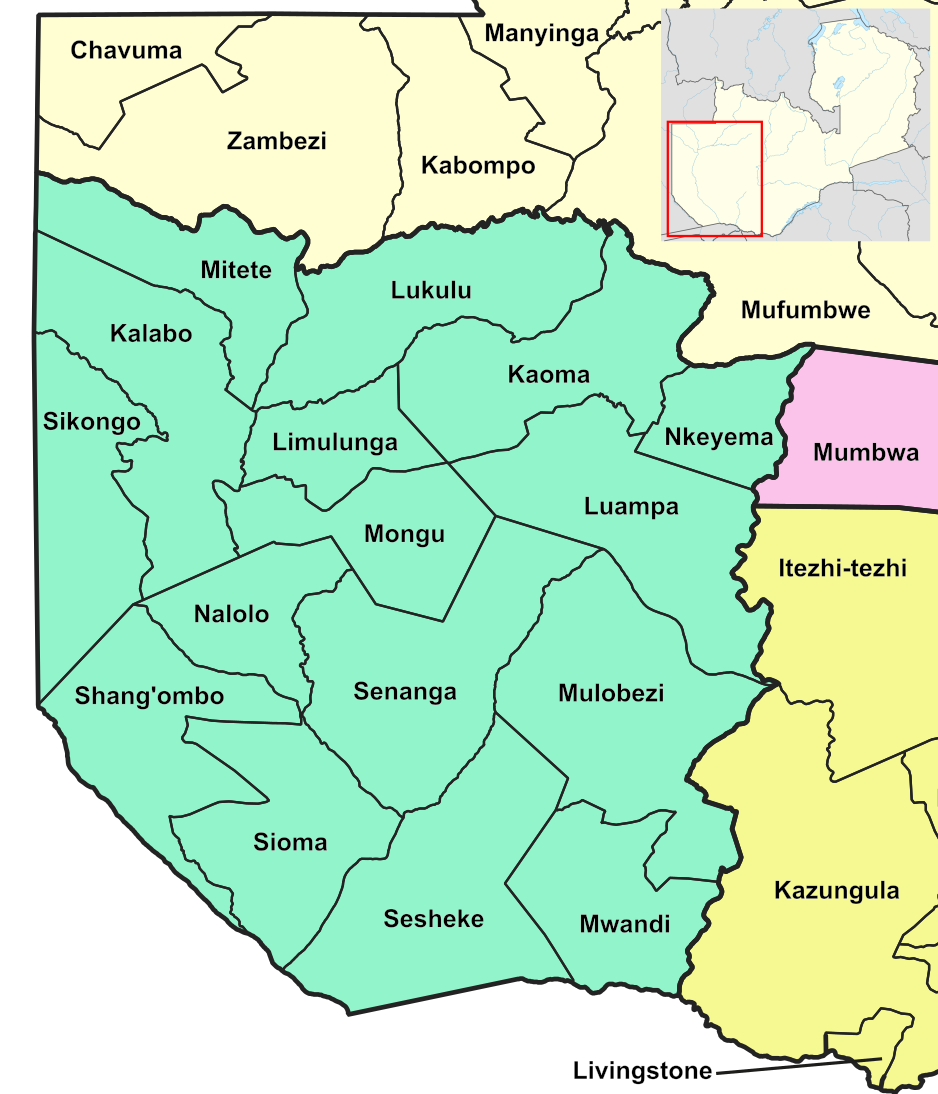
Distrikt i provinsen (2022).

Provinsen delas in i distrikten (2022):
- Kalabo
- Kaoma
- Limulunga
- Luampa
- Lukulu
- Mitete
- Mongu
- Mulobezi
- Mwandi
- Nalolo
- Nkeyema
- Senanga
- Sesheke
- Shangombo
- Sikongo
- Sioma